# Werther Duque Estrada
Werther Duque Estrada (Rio de Janeiro, 16 de julho de 1912 – Teresópolis, 16 de março de 2001) foi um médico brasileiro.
Graduado em medicina pela Faculdade Nacional de Medicina da Universidade do Brasil em 1933. Foi eleito membro da Academia Nacional de Medicina em 1981, sucedendo Dagmar Aderaldo Chaves na Cadeira 33, que tem Antônio Felício dos Santos como patrono.